# Otis (Massachusetts)
Otis és una població dels Estats Units a l'estat de Massachusetts. Segons el cens del 2000 tenia 1.365 habitants.

## Demografia
Segons el cens del 2000, Otis tenia 1.365 habitants, 567 habitatges, i 386 famílies. La densitat de població era de 14,7 habitants/km².
Dels 567 habitatges en un 26,6% hi vivien nens de menys de 18 anys, en un 59,1% hi vivien parelles casades, en un 5,5% dones solteres, i en un 31,9% no eren unitats familiars. En el 24,3% dels habitatges hi vivien persones soles el 7,6% de les quals corresponia a persones de 65 anys o més que vivien soles. El nombre mitjà de persones vivint en cada habitatge era de 2,4 i el nombre mitjà de persones que vivien en cada família era de 2,9.
Per edats la població es repartia de la següent manera: un 21,8% tenia menys de 18 anys, un 5,7% entre 18 i 24, un 28,1% entre 25 i 44, un 30,3% de 45 a 60 i un 14,1% 65 anys o més.
L'edat mediana era de 42 anys. Per cada 100 dones de 18 o més anys hi havia 108,2 homes.
La renda mediana per habitatge era de 51.488 $ i la renda mediana per família de 55.455$. Els homes tenien una renda mediana de 41.065 $ mentre que les dones 30.179$. La renda per capita de la població era de 25.029$. Entorn del 4,6% de les famílies i el 7,4% de la població estaven per davall del llindar de pobresa.